# Turalevo
Turalevo (macedónul: Туралево) település Észak-Macedóniában, a Északkeleti körzetben, Kratovo községben.

## Népesség
| Lakosok száma | 371  | 416  | 368  | 362  | 331  | 334  | 304  | 326  | 260  |
|               | 1948 | 1953 | 1961 | 1971 | 1981 | 1991 | 1994 | 2002 | 2021 |

- 2002-ben 326 lakosa volt, akik mindannyian macedónok.